# Knut Værnes

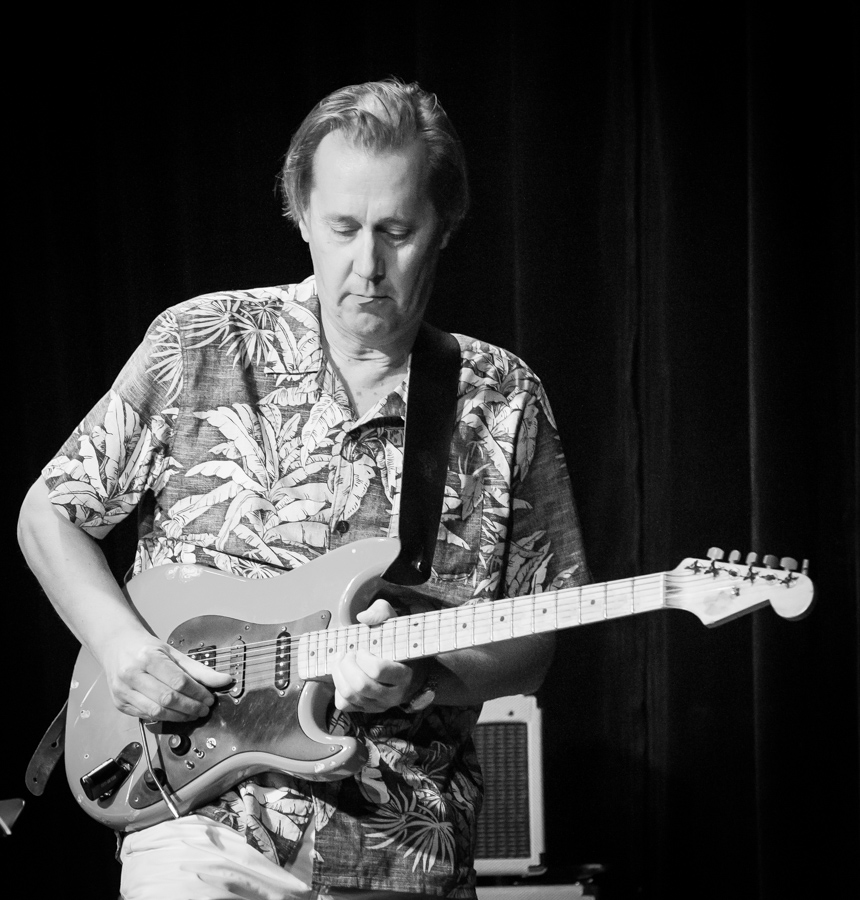
Knut Værnes, Oslo Jazzfestival 2016

Knut Værnes (* 1. April 1954 in Trondheim) ist ein norwegischer Jazzgitarrist.
Værnes begann seine musikalische Karriere Anfang der 1970er Jahre in Oslo als Rock-Gitarrist und war 1974 bis 1976 Mitglied der Jazzrock-Band Vanessa. 1979 nahm er mit Jon Eberson das Album Anatomy of the Guitar auf. 1980 gründete er ein eigenes Quartett (mit Morten Halle, Edvard Askeland und Frank Jakobsen), aus dem die Gruppe Cutting Edge entstand, die bis 1986 existierte. Er trat mit Cutting Edge bei Festivals auf, unternahm eine Englandtournee und nahm drei Alben auf (Cutting Edge 1982, Our Man in Paradise 1983, Duesenberg 1986).
Von 1987 bis 1989 war Værnes Leiter der Foreningen Norske Jazzmusikere, danach gründete er das Plattenlabel Curling Legs, bei dem 1992 als erstes Album Admission for Guitars and Basses (aufgenommen von ihm und Terje Gewelt 1991) erschien.
Ab 1992 leitete Værnes erneut eine eigene Band, mit der er mehrere Alben veröffentlichte. Daneben leitete er in den 1990er Jahren eine weitere Gruppe gemeinsam mit Lars Danielsson, mit der er u. a. beim Moldefestival 1995 auftrat. 2004 erschien das Album A night in Cassis, auf dem er als Solist mit einem Streichquartett spielt.

## Diskographie
- Vanessa: City Lips, LP, 1975
- Anatomy of the Guitar mit Jon Eberson, 1979
- Cutting Edge, 1982
- Our Man in Paradise, Cutting Edge, 1983
- Duesenberg, Cutting Edge, 1986
- Admission for Guitars and Basses mit Terje Gewelt, 1991
- Roneo 1993
- Jacques Tati mit Frode Berg, Kim Ofstad, 1995
- 8:97 mit Frode Berg, Danny Gottlieb, 1997
- Super duper, 1998–99
- 4G Gitarrenquartett mit Frode Alnæs, Knut Reiersrud und Bjørn Klakegg, 1999
- A Night in Cassis mit dem Vertavo-Streichquartett, 2004